# 笠原線
笠原線（日语：／）是一條曾經連接岐阜縣多治見市新多治見站至土岐郡笠原町（現時：多治見市）笠原站之間，由東濃鐵道經營的鐵路線。該鐵路線主要為了運送沿線的陶器原材料和製成品而敷設，線上也有客運業務。在末期由於機動化的影響，於1971年取消客運業務，在1978年結束貨運業務。另外，當鐵路線廢除後，東濃鐵道再沒有鐵路業務，但是沒有改變公司名稱，繼續經營巴士業務。

## 歷史
- 1924年（大正13年）
  - 3月20日 - 跟據地方鐵道法（日语：地方鉄道法）取得電氣鐵路敷設許可[2]
  - 4月22日 - 笠原鐵道株式會社成立[3][4]
- 1928年（昭和3年）7月1日 - 笠原鐵道新多治見站至笠原站之間開通，動力為蒸氣[5]
- 1929年（昭和4年）6月19日 - 取得鐵路許可狀（土岐郡下石町至東春日井郡水野村之間）[6]
- 1936年（昭和11年） - 開始使用汽油列車。
- 1937年（昭和12年）6月1日 - 延伸0.3公里至多治見站（增設折返式鐵路配線），新設汽油列車到發線[7][8]
- 1939年（昭和14年）3月2日 - 廢除鐵路創業得到許可（土岐郡下石町（日语：下石町） - 愛知縣東春日井郡水野村（日语：水野村）之間）[9]
- 1944年（昭和19年）3月1日 - 笠原鐵道與駄知鐵道等公司合併，成為東濃鐵道笠原線。
- 1953年（昭和28年）3月 - 引入柴油機車，同時實施客貨分離（日语：客貨分離）。
- 1958年（昭和33年） - 笠原線多治見站廢除，營業距離縮短0.3公里[10]
- 1971年（昭和46年）6月13日 - 由於客量減少，笠原線廢除客運業務，只剩下貨運業務。
- 1973年（昭和48年）3月24日 - 下瀧呂站和瀧呂站被廢除[11]
- 1978年（昭和53年）11月1日 - 全線廢除，東濃鐵道退出鐵路業務。

## 路線資料
資料截至許廢線一刻
- 路線距離（營業距離）：4.6公里
- 軌距：1067mm
- 車站數目：4座
- 雙線區間：沒有（全線單線）
- 電氣化區間：沒有（全線非電氣化）

## 營運資料
截至1962年（昭和37年）
客運列車
14個往返班次（沒有中途折返班次），所需時間14分鐘
貨運列車
7個往返班次，當中2個往返班次只行走於新多治見至市之倉口之間

## 車輛

### 蒸氣機車
笠1形 - 笠1, 笠2
機車原本是在1896年（明治29年）由英國Dübs and Company製造，前身為西成铁道甲1形。後來國有化後成為1150形。後來該機車轉讓給佐久鐵道 (1, 3) 後，再轉讓給笠原鐵道，成為笠原鐵道1形 (Nos.1, 2) 。在1944年（昭和19年）東濃鐵道成立後，為了區分舊駄知鐵道1形 (1, 2) 。此機車車型改名為笠1形。在1953年（昭和28年）退役。

### 柴油機車
DB181形 - DB181
在1940年（昭和15年）由新潟鐵工所向海軍策二燃料廠（四日市）製造的機車。後來在1952年（昭和27年）從財務局轉讓至東濃鐵道。該機車為半中央駕駛室式，機械式凸形機車。後來經過延長車身和更換引擎後，在1953年（昭和28年）以新車的身份開始服役。變速箱為桿式。在1967年（昭和42年）退役。
DC182形 - DC182
在1955年（昭和30年）以新車的身份開始服役。該機車為一架L形機械式機車。原本在1933年（昭和8年）由日本車輛為內務省製造。原本機車搭載了船隻用的發動機，因此駕駛室也較高。在東鐵時代時，由於更換了引擎，使部分的高度變得較低。變速箱為桿式。在1971年（昭和46年）退役。
DD100形 - DD105, DD106
在1964年（昭和39年）從大井川鐵道轉讓中央駕駛室式，凸形液體式機車。由於井川線的車輛限界，使駕駛室較低和扁平。在1978年（昭和53年）廢線前一直服役。在廢線後，DD105被遷移至同年廢除的北惠那鐵道線上，被用作工程車輛（鐵路線撤去工程專用），DD106則被用作笠原線撤去工程專用車輛。

### 汽油/柴油列車
所有轉速器都是機械式。
KiHa1形 - KiHa1, KiHa2
KiHa1是笠原鐵道時代，於1936年（昭和11年）由日本車輛全新製造的汽油列車。KiHa2是駄知鐵道時代，於1929年（昭和4年）由松井自動車工作所全新製造的汽油列車（當時車型為JiHa1，在1932年改名為KiHa1）。駄知線的KiHa1在1949年（昭和24年）轉往笠原線服役，同時改變車隊編號至KiHa2。兩架車都是兩軸車，同時單邊車頭部分設有裝載平台。兩架車都是在1956年（昭和31年）退役。KiHa1在退役後一段時期，只保留了車身，於笠原站內被用作儲物之用。
KiHa10形 - KiHa12
駄知鐵道在1931年（昭和6年）引入由日本車輛全新製造的汽油列車。該列車為一架單轉向架式列車。在靠近轉向架一方的車頭設有裝載平台。在1950年（昭和25年）駄知線電氣化時轉往笠原線服役。後來在1963年（昭和38年）退役。
KiHa20形 - KiHa23
駄知鉄道在1933年（昭和8年）9月引入由日本車輛全新製造的汽油列車。相比KiHa12，此列車比較大。兩邊車頭均設有裝載平台，為一架轉向架車。引擎搭載了Waukesha 6SRL (79匹) 。在1941年（昭和16年）8月搭載木炭氣體發生器。在駄知線電氣化時被存放著。在1952年（昭和27年），列車被更換為柴油引擎（三菱DB5L機器 (105匹) ），並且轉往笠原線服役。在1971年（昭和46年）結束客運業務前一直使用。
KiHa500形 - KiHa501, KiHa502
KiHa501在1953年（昭和28年）從國鐵轉讓的收購汽油列車。原本該列車在1931年（昭和6年），由播丹鐵道向梅鉢鐵工所購入的全新汽油列車，當時的車型為ReKa15。在1941年（昭和16年）車型改為KiHa500。在1943年（昭和18年）收購時期，該列車成為國鐵的KiHa40350。該列車為一架轉向架車，原本兩邊車頭均設有裝載平台。在引入至東鐵線，裝載平台被拆去，同時把車身延長和更換柴油引擎（日野DA57 (100匹) ）。在車身延長後，載客量增至92人。在1962年（昭和37年）更換了變速器。
KiHa502在1965年（昭和40年）從前年廢線的防石鐵道轉讓而來。原本該列車是由中國鐵道在1934年（昭和9年）向日本車輛購入全新汽油列車，當時的車型為KiHaNi172。引擎搭載了Waukesha  6RB (78匹) 。在1944年（昭和19年）收購時期沒有改變車型名稱。在1949年（昭和24年）一度退役。隨後在1952年（昭和27年）轉讓給防石鐵道後變為KiHaNi101。當時更換了柴油引擎（日野DA54 (80匹) ）。該列車為一架轉向架車，在舊行李室一方設有裝載平台。載客量100人。
上述兩架列車在1971年（昭和46年）廢除客運業務前仍然使用。

### 客車
Ha1-4
在開業時從筑波鐵道 (初代)購入木製兩軸客車。前身是國鐵Ro777、779、787、781（形式775）。根據竣工圖，客車是在明治5年由新橋工場製造。

## 車站列表
- 車站名稱、所在地名稱與接續路線均截至廢線前一刻（參考資料：今尾 (2008)）。笠原町現時變為多治見市的一部分。
- 所有車站均在岐阜縣內。

| 中文站名   | 日文站名 | 英文站名        | 站間距離  | 營業距離 | 接續路線                                                  | 所在地        |
| ---------- | -------- | --------------- | --------- | -------- | --------------------------------------------------------- | ------------- |
| （多治見） |          | Tajimi          |           | -0.3     | 1958年（昭和33年）停止使用 日本國有鐵道：中央本線、太多線 | 多治見市      |
| 新多治見   |          | Shintajimi      | -         | 0.0      | 同上（步行轉乘）                                          | 多治見市      |
| 本多治見   |          | Hontajimi       | 0.6       | 0.6      |                                                           | 多治見市      |
| 市之倉口   |          | Ichinokuraguchi | 1.2       | 1.8      |                                                           | 多治見市      |
| （下瀧呂） |          | Shimotakiro     | (0.6)     | (2.4)    | 1973年3月廢除                                             | 多治見市      |
| （瀧呂）   |          | Takiro          | (0.8)     | (3.2)    | 1973年3月廢除                                             | 多治見市      |
| 笠原       |          | Kasahara        | 2.8 (1.2) | 4.6      |                                                           | 土岐郡 笠原町 |

## 運輸業績
| 年度 | 客量（人） | 貨運量（公噸） | 營業收入（日圓） | 營業支出（日圓） | 利潤（日圓） | 其他收入（日圓）        | 其他支出（日圓）            | 支付利息（日圓） | 政府補貼（日圓） |
| ---- | ---------- | -------------- | ---------------- | ---------------- | ------------ | ----------------------- | --------------------------- | ---------------- | ---------------- |
| 1928 | 206,386    | 29,887         | 35,720           | 30,101           | 5,619        |                         | 雜項損壞624                 | 4,047            |                  |
| 1929 | 196,747    | 45,396         | 67,529           | 43,443           | 24,086       |                         | 雜項損壞與折舊11,265 汽車74 | 13,364           |                  |
| 1930 | 117,833    | 35,900         | 34,138           | 25,625           | 8,513        |                         | 雜項損壞17汽車785           | 13,628           |                  |
| 1931 | 110,094    | 34,159         | 31,648           | 20,245           | 11,403       | 汽車70                  |                             | 14,600           |                  |
| 1932 | 99,140     | 40,427         | 33,834           | 22,482           | 11,352       | 汽車997                 | 雜項損壞1,138               | 14,553           |                  |
| 1933 | 112,185    | 52,240         | 40,381           | 35,363           | 5,018        | 汽車3,142               | 折舊10,687                  | 14,640           | 18,759           |
| 1934 | 102,603    | 53,746         | 37,515           | 34,491           | 3,024        | 汽車3,605               |                             | 12,805           | 20,093           |
| 1935 | 78,342     | 44,270         | 31,283           | 27,180           | 4,103        | 汽車1,818 債務減免1,379 | 雜項損壞與折舊15,802        | 10,351           | 19,691           |
| 1936 | 75,847     | 38,050         | 29,847           | 26,756           | 3,091        | 汽車1,815               | 雜項損壞與折舊7,777         | 8,590            | 19,555           |
| 1937 | 104,330    | 39,284         | 32,657           | 30,171           | 2,486        | 汽車5,276               | 雜項損壞1,066 折舊10,854    | 7,680            | 15,898           |
| 1939 | 155,219    | 51,942         |                  |                  |              |                         |                             |                  |                  |
| 1941 | 397,667    | 78,642         |                  |                  |              |                         |                             |                  |                  |
| 1943 | 809,255    | 101,999        |                  |                  |              |                         |                             |                  |                  |
| 1945 | 1,485,206  | 72,954         |                  |                  |              |                         |                             |                  |                  |

- 資料取自各年度版《鐵道統計資料》、《鐵道統計》和《國有鐵道陸運統計》。

## 廢線後
在廢線翌年1979年（昭和54年），多治見市決定把路軌遺址建設單車徑和行人路。平和町至瀧呂町之間的區間於1998年（平成10年）落成啟用。在2006年（平成18年），為了紀念笠原町合併至多治見市，便決定延長區間至瀧呂町至笠原町之間。該專用道路名為「陶彩之徑」。沿路上種植了櫻花樹，為其中一處賞櫻勝地。

## 注腳
1. 1 2 3 4 5 6  《地方鉄道及軌道一覧. 昭和18年4月1日現在》（國立國會圖書館數碼化收藏）
2. ↑  「鉄道免許状下付」《官報》1924年3月27日（國立國會圖書館數碼化收藏）
3. ↑  《地方鉄道及軌道一覧 昭和10年4月1日現在》（國立國會圖書館數碼化收藏）
4. ↑  《日本全国諸会社役員録. 第34回》（國立國會圖書館數碼化收藏）
5. ↑  「地方鉄道運輸開始」《官報》1928年7月6日（國立國會圖書館數碼化收藏）
6. ↑  「鉄道免許状下付」《官報》1929年6月22日（國立國會圖書館數碼化收藏）
7. ↑  「地方鉄道運輸開始」《官報》1937年6月16日（國立國會圖書館數碼化收藏）
8. ↑  清水 (2005) p.21
9. ↑  「鉄道起業廃止」《官報》1939年3月9日（國立國會圖書館數碼化收藏）
10. ↑  清水 (2005) p.22
11. ↑  今尾 (2008) p.42
12. ↑  青木 (1962)
13. ↑  『客車略図 上巻』（國立國會圖書館數碼化收藏）